# 찬스 더 래퍼
찬스 더 래퍼(Chance the Rapper, 1993년 4월 16일 ~ )는 미국의 래퍼다. 제59회 그래미상에서 올해의 신인상, 베스트 랩 앨범상, 베스트 랩 퍼포먼스상을 수상하며 3관왕에 올랐다. 특히, 베스트 랩 앨범상을 받은 믹스테잎 Coloring Book 은 음원 스트리밍만으로 그래미상에 노미닛되고 수상한 첫 번째 앨범이라는 점에서 의미가 있다.

## 디스코그래피

### 믹스테이프
- 10 Day (2012)
- Acid Rap (2013)
- Coloring Book (2016)

## 출연 작품
- 라이온 킹 The Lion King (2019) - 갈라고 역 (목소리)